# Алберт Антон (Шварцбург-Рудолщат)
Алберт Антон фон Шварцбург-Рудолщат на немски: Albert Anton von Schwarzburg-Rudolstadt) от фамилията Шварцбург е от 1646 до 1710 г. (до 1662 г. под регентство) управляващ граф на Шварцбург-Рудолщат.

## Биография
Роден е на 14 ноември 1641 година в Рудолщат. Той е единственият син на граф Лудвиг Гюнтер I (1581 – 1646) и съпругата му графиня Емилия фон Олденбург (1614 – 1670), дъщеря на граф Антон II фон Олденбург и съпругата му Сибила Елизабет фон Брауншвайг-Даненберг.
След смъртта на баща му през 1646 г. той го наследява като граф на Шварцбург-Рудолщат под регентството и управлението на майка му до 1662 г. След три години той се жени за прочутата поетеса графиня Емилия Юлиана фон Барби-Мюлинген. През 1697 г. император Леополд I издига граф Алберт Антон на имперски княз и графството Шварцбург-Рудолщат на Имперско княжество. Алберт Антон обаче не взема това увеличение. През 1705 г. императоът го издига на императорски комисар в Мюлхаузен и Гослар и по този случай са отсечени две монети. През 1710 г. от император Йозеф I получава отново титлата имперски княз и синът му Лудвиг Фридрих I става имперски княз.
Алберт Антон умира на 15 декември 1710 г. в Рудолщат на 69-годишна възраст. Синът му го последва като регент същата година и от 1711 г. носи княжеската титла.

## Фамилия
Алберт Антон се жени на 7 юли 1665 г. за поетесата графиня Емилия Юлиана фон Барби-Мюлинген (1637 – 1706), дъщеря на граф Албрехт Фридрих фон Барби-Мюлинген. Те имат две деца:
- Лудвиг Фридрих I (1667 – 1718), княз на Шварцбург-Рудолщат, граф на Хонщайн, женен 1691 г. за принцеса Анна София фон Саксония-Гота-Алтенбург (1670 – 1728)
- Албертина Антония (*/† 1668)